# Fusell d'assalt M4
El fusell d'assalt M4 (en anglès: M4 Carbine) és una família de fusells d'assalt automàtics en versió carrabina, derivats de l'M16, fabricats per l'empresa Colt dels Estats Units. És l'arma principal d'infanteria estàndard de l'Exèrcit dels Estats Units i acabarà substituint a l'M16. També és utilitzada per algunes unitats policials d'elit, com els SWAT. L'M4A1 sol tenir un paper rellevant en les diferents operacions de combat, havent estat dissenyat per al combat en espais tancats, tripulacions d'unitats mòbils i aèries, paracaigudistes i operacions militars especials.

## Característiques
Es tracta d'una versió carrabina del fusell d'assalt M-16, de punteria més precisa, que utilitza munició 5,56 x 45 mm OTAN amb un carregador de 30 projectils. És més maniobrable en combat a curta distància, en ser més compacte i àgil causa de la seva mida. En comparació, el canó i guardamans són més curts i la culata és telescòpica. Amb la culata recollida mesura 757 mm, 81 mm menys que el fusell M16. Carregat amb munició pesa 3,1 kg. L'M4 és el successor modern del CAR-15, que després va ser oficialment rebatejat com a XM117.
La versió M4A1 incorpora rails Picatinny per adaptar tot tipus d'accessoris, com ara mires telescòpiques, espiells de ferro, llançagranades, agafador frontal vertical, sistema làser AN/PAQ-4, llums tàctiques, il·luminadors d'infrarojos i mires de visió nocturna, amb aquests detalls queda molt més clar que és més eficaç per tàctiques especialitzades i combat urbà. Comparteix un 80% de peces internes amb l'M16.
Hi ha denúncies d'alguns soldats nord-americans sobre la menor capacitat del cartutx calibre 5,56 mm OTAN en comparació amb el 7,62 x 39 mm d'origen soviètic i tuilitzat en l'AK-47.